# Loubert-Madieu
Loubert-Madieu, anteriormente denominado Loubert, era una comuna francesa que estaba situada en el departamento de Charente, de la región de Nueva Aquitania, que en 1970 se fusionó con las comunas de Chantrezac y Roumazières, formando la comuna de Roumazières-Loubert.

## Historia
Las tierras feudales de Loubert pertenecían a Barbarin de Chambes en 1630 y su castillo se convirtió en bien nacional.
En 1845 absorbe las comunas de Laplond y Madieu-le-Petit.

## Demografía
| Gráfica de evolución demográfica de Loubert-Madieu entre 1800 y 1968 |
|                                                                      |

Los datos demográficos contemplados en este gráfico se han cogido de la página francesa EHESS/Cassini.